# The Best of The Velvet Underground: Words and Music of Lou Reed
The Best of The Velvet Underground: Words and Music of Lou Reed je kompilační album skupiny The Velvet Underground, vydané v roce 1989 u Verve Records. Album obsahuje skladby ze studiových alb The Velvet Underground & Nico (1967), White Light/White Heat (1968), The Velvet Underground (1969), Loaded (1970), VU (1985) a Another View (1986).

## Seznam skladeb
| Strana 1 | Strana 1                | Strana 1 | Strana 1                      | Strana 1 |
| Pořadí   | Název                   | Autor    | Původní album                 | Délka    |
| -------- | ----------------------- | -------- | ----------------------------- | -------- |
| 1.       | I'm Waiting for the Man | Lou Reed | The Velvet Underground & Nico |          |
| 2.       | Femme Fatale            | Reed     | The Velvet Underground & Nico |          |
| 3.       | Run Run Run             | Reed     | The Velvet Underground & Nico |          |
| 4.       | Heroin                  | Reed     | The Velvet Underground & Nico |          |
| 5.       | All Tomorrow's Parties  | Reed     | The Velvet Underground & Nico |          |
| 6.       | I'll Be Your Mirror     | Reed     | The Velvet Underground & Nico |          |
| 7.       | White Light/White Heat  | Reed     | White Light/White Heat        |          |
| 8.       | Stephanie Says          | Reed     | VU                            |          |

| Strana 2 | Strana 2                   | Strana 2 | Strana 2               | Strana 2 |
| Pořadí   | Název                      | Autor    | Původní album          | Délka    |
| -------- | -------------------------- | -------- | ---------------------- | -------- |
| 1.       | What Goes On               | Reed     | The Velvet Underground |          |
| 2.       | Beginning to See the Light | Reed     | The Velvet Underground |          |
| 3.       | Pale Blue Eyes             | Reed     | The Velvet Underground |          |
| 4.       | I Can't Stand It           | Reed     | VU                     |          |
| 5.       | Lisa Says                  | Reed     | VU                     |          |
| 6.       | Sweet Jane                 | Reed     | Loaded                 |          |
| 7.       | Rock and Roll              | Reed     | Loaded                 |          |

## Obsazení

### Hudebníci
- John Cale – basová kytara, viola, klávesy, celesta, doprovodný zpěv (strana 1)
- Sterling Morrison – kytara, doprovodný zpěv, basová kytara v „All Tomorrow's Parties“
- Lou Reed – zpěv, kytara, piáno v „White Light/White Heat“
- Maureen Tuckerová – perkuse (mimo „Sweet Jane“ a „Rock and Roll“)
- Doug Yule – basová kytara, klávesy, doprovodný zpěv, bicí v „Sweet Jane“ a „Rock and Roll“, sólová kytara v „Rock and Roll“ (strana dva)
- Nico – zpěv v Femme Fatale, „I'll Be Your Mirror“ a „All Tomorrow's Parties“

### Technická podpora
- Andy Warhol – producent (The Velvet Underground & Nico)
- Tom Wilson – producent (White Light/White Heat)
- The Velvet Underground – producenti (VU, Loaded a The Velvet Underground)
- Geoff Haslam – producent (Loaded)
- Shel Kagan – producent (Loaded)
- Bill Levenson – vedoucí producent kompilace